# Satisfaction (canción)
«Satisfaction» (estilizado como «SATISFACTION») es un sencillo de la banda de rock surcoreana F.T. Island. Es su cuarto sencillo japonés bajo Warner Music Japan y séptimo sencillo general en Japón, y está incluido en su segundo álbum de estudio japonés Five Treasure Island. La canción fue escrita por Junji Ishiwatari y compuesta por Hiroki Horiko. Fue lanzado el 20 de abril de 2011, en tres ediciones: una edición de solo CD, y ediciones limitadas A y B. El sencillo debutó en el número dos en la semanal de Oricon y llegó a vender más de 43 000 copias en Japón.

## Composición
«Satisfaction» fue escrito por Junji Ishiwatari, compuesto por Hiroki Horiko, y arreglado por Satoru Hiraide. «Friends» fue escrito por Lee Jae Jin e Hisashi Kondo, compuesto por Choi Jong Joon y Shotaro Kobayashi, y arreglado por F.T. Island y Kobayashi. «I Want» fue escrito por Lee y Kondo, compuesto por Choi y Kobayashi, y arreglado por F.T. Island y Yu Odakura.
«Satisfaction» se grabó en coreano y se incluye como una canción adicional en la edición de CD y DVD del tercer álbum de F.T. Island, 20 [Twenty].

## Lanzamiento y promoción
«Satisfaction» fue lanzado el 20 de abril de 2011 en tres ediciones: una edición de CD que incluye una de las siete photocards; una edición limitada A que incluye el vídeo musical de la canción y una característica especial; y una edición limitada B que incluye programas completos de Music ON TV, Zensoku Zenshin!, F.T. Island's "Zensoku Zenshin!, F.T. Island Special y escenas eliminadas.
La canción se usó como tema final para el anime de Fuji Television, Toriko. F.T. Island interpretó la canción en el programa de música de Hey! Hey! Hey! Music Champ el 2 de mayo de 2011.

## Actuación comercial
«Satisfaction» debutó en el número dos en la lista de sencillos semanales de Oricon, convirtiéndose en la posición más alta que ha tenido la banda hasta la fecha, vendiendo 34 163 copias en su primera semana. Estuvo en la misma posición durante 13 semanas y llegó a vender más de 43 000 copias en Japón. El 2 de mayo de 2011, la canción debutó en el número 9 en Japan Hot 100 de Billboard. En la 
Recording Industry Association of Japan (RIAJ) Digital Track Chart, la canción debutó en el número 43, alcanzando el mejor puesto en el número 42 la semana siguiente.

## Lista de canciones
| Todas las ediciones |                               |          |  |
| N.º                 | Título                        | Duración |  |
| 1.                  | «Satisfaction»                | 4:07     |  |
| 2.                  | «Friends»                     | 3:14     |  |
| 3.                  | «I Want»                      | 3:50     |  |
| 4.                  | «Satisfaction» (Instrumental) | 4:07     |  |
| 15:18               |                               |          |  |

| Edición limitada A |                                     |          |  |
| N.º                | Título                              | Duración |  |
| 1.                 | «Satisfaction» (Vídeo musical)      |          |  |
| 2.                 | «Satisfaction» (Contenido especial) |          |  |

| Edición limitada | |          |  |
| N.º              | Título | Duración |  |
| 1.               | «Programas completos de Music ON TV, Zensoku Zenshin!, F.T. Island's Zensoku Zenshin!, F.T. Island Special y escenas eliminadas» |          |  |

## Posicionamiento en listas
| Lista (2011)             | Mejor posición |
| ------------------------ | -------------- |
| Billboard Japan Hot 100  | 9              |
| Oricon Weekly Chart      | 2              |
| RIAJ Digital Track Chart | 42             |